# 데릭 존슨 (달리기 선수)
데릭 존슨(Derek Johnson, 본명: 데릭 제임스 네빌 존슨, Derek James Neville Johnson, 1933년 1월 5일 – 2004년 8월 30일)은 영국의 트랙 필드 선수였다.

## 어린 시절
존슨은 (이스트햄) 런던에서 태어나 이스트햄 그래머 스쿨에서 교육을 받았다. 1953년에 의학을 공부하기 위해 옥스퍼드의 링컨 대학에 가기 전에 이집트에서 국가 봉사를 했다.